# Julian Fałat
Julian Fałat (30. července 1853, Tuligłowy, nedaleko Lvova – 9. července 1929, Bystra) byl jedním z nejproduktivnějších polských malířů akvarelů, jedním z nejpřednějších krajinářů své země a vůdčím impresionistou.

## Život
Fałat studoval na Krakovské škole krásných umění pod vedením Władysława Łuszczkiewicze, potom na Umělecké akademii v Mnichově. Během své cesty po Evropě a Asii roku 1855 dokončil Fałat svá studia, která napomohla rozvinutí jeho umění. Typickými tématy jeho maleb jsou polská krajina, lovecké scény, portréty a cestovatelská pozorování.
Fałat přijal pozvání od budoucího německého císaře Viléma II., aby sloužil jako dvorní malíř v Berlíně a pracoval tam v letech 1886 až 1895. V roce 1895 se stal ředitelem Krakovské školy krásných umění. V roce 1900 tuto školu pak reorganizoval do Krakovské akademie krásných umění. Fałat zemřel dne 9. července 1929 ve slezské vesnici Bystra. Je mu zasvěceno museum Fałatowka ve městě Bielsko-Biała.
Díla uloupená za německé okupace během 2. světové války v Polsku se občas objeví v aukčních síních. V prosinci 2010 byly americkými úřady zabaveny v aukčních síních v New York City obrazy Lov a Po lovu. Obrazy byly předány polskému Národnímu muzeu ve Varšavě.
Fałat prohlašoval: „Polské umění by mělo tlumočit naši historii a víru, naše dobré vlastnosti a naše chyby; musí jíti o ztělesnění naší půdy, našeho nebe, našich ideálů.“ Malířem se stal i Fałatův syn Kazimierz (1904–1981). Celkem měl umělec tři děti.